# نجفدر
نجفدر،روستایی از توابع بخش ارجمند شهرستان فیروزکوه در استان تهران ایران است. این روستا در ۴۴ کیلومتری و شمال‌غرب فیروزکوه قرار دارد و مردمانش مانند اهالی روستاهای منطقه (ارجمند) به زبان مازندرانی صحبت می‌کنند . جاهای دیدنی این روستا عبارتند از: (آبشار بلبل سنگ،امام زاده جعفر،خانزاده پشت ) 

## جمعیت
این روستا در دهستان دوبلوک قرار دارد و براساس سرشماری مرکز آمار ایران در سال ۱۳۸۵، جمعیت آن ۲۱۱ نفر (۶۶خانوار) بوده‌است.